# 1082 w polityce
Wydarzenia polityczne w 1082 roku.

## Wydarzenia
- Traktat bizantyjsko-wenecki[1]. Układ umożliwiał Wenecjanom zmonopolizowanie handlu pomiędzy Konstantynopolem a zachodnią Europą. Atakowali oni również normańską flotę, chroniąc w ten sposób Bizancjum przed potencjalnym atakiem[1].